# Лисичанський пивоварний завод
ТОВ «Лисичанський пивоварний завод» (скорочено — ТОВ «Лиспи») — підприємство харчової промисловості України, що працює в галузі пивоваріння. Розташоване в місті Лисичанську Луганської області. Входило до числа ініціаторів об'єднання незалежних броварень «Українська пивна група».
Збут орієнтований насамперед на ринок Луганщини та сусідніх областей України. У середині 2000-х підприємство було найбільшою «незалежною» броварнею України, займаючи п'яте місце за обсягами виробництва пива у країні та поступаючись за цим показником лише четвірці великих пивоварних груп (ПрАТ «АБІНБЕВ ЕФЕС УКРАЇНА», «Оболонь», «Славутич» та «Сармат»).

## Історія
Лисичанський пивоварний завод був введений в експлуатацію 1972 року як виробниче підприємство Ворошиловградського (нині — Луганськ) пивоб'єднання Держагропрому УРСР. Підприємство було збудоване із застосуванням чеських технологій та мало виробничу потужність 2 мільйони декалітрів пива на рік.
1994 року пивзавод було приватизовано зі створенням закритого акціонерного товариства «Лиспи» (Лисичанське пиво), виробничі потужності було поступово модернізовано. 2005 року асортимент продукції підприємства було суттєво змінено за рахунок започаткування нового пивного бренду — «Душа пивовара». Станом на 2007 рік основними власниками акцій підприємства були зареєстровані в офшорних зонах компанії DRGN Limited (Кіпр) та Progress Marketing (Американські Віргінські острови). У жовтні 2007 року DRGN Limited сконцентрувала у своїй власності 84,2% акцій підприємства, а у грудні того ж року передала їх до Progress Marketing, чия частка власності у ЗАТ «Лиспи» досягла таким чином 99,96%. 
У той же період ЗАТ «Лиспи» виступило одним зі співініціаторів створення об'єднання регіональних броварень України Українська пивна група, яке ставило на меті консолідацію зусиль для досягнення сукупної ринкової частки на рівні 5%. У повній мірі ініціатива реалізована не була, однак згодом Лисичанський пивзавод отримав можливість випуску пива під торговельними марками інших броварень-учасників ініціативи, які на той час припинили випуск власної продукції.

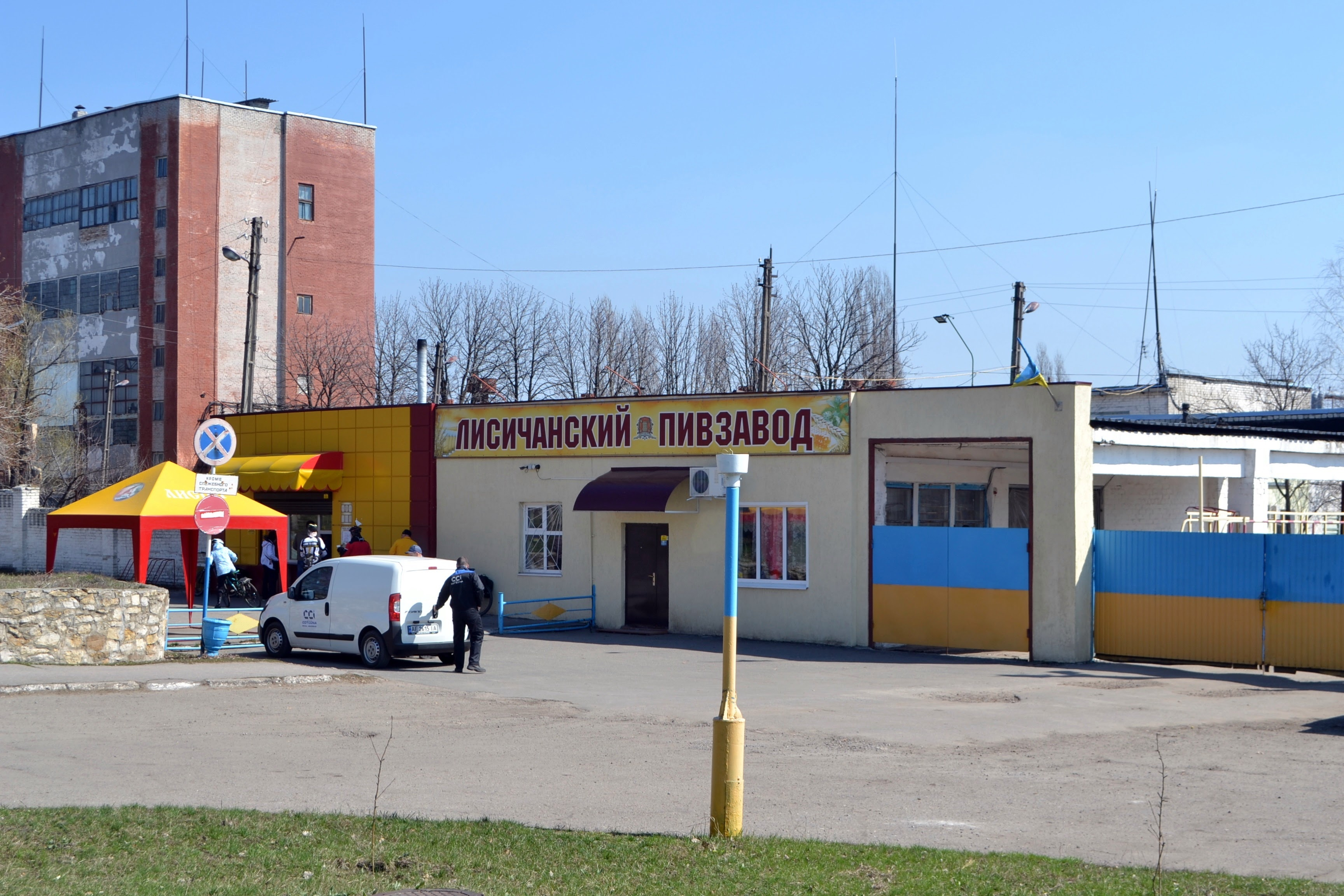
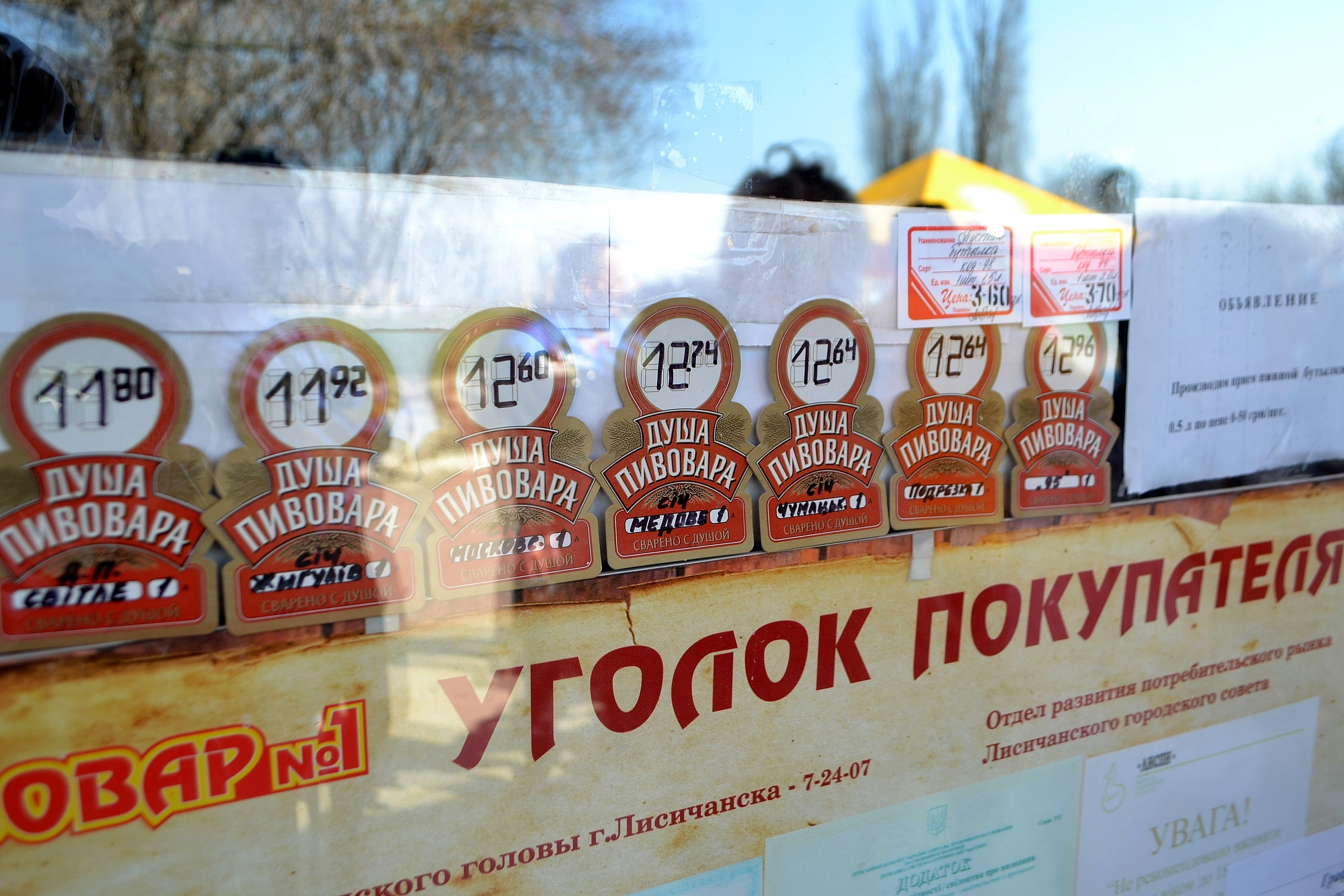
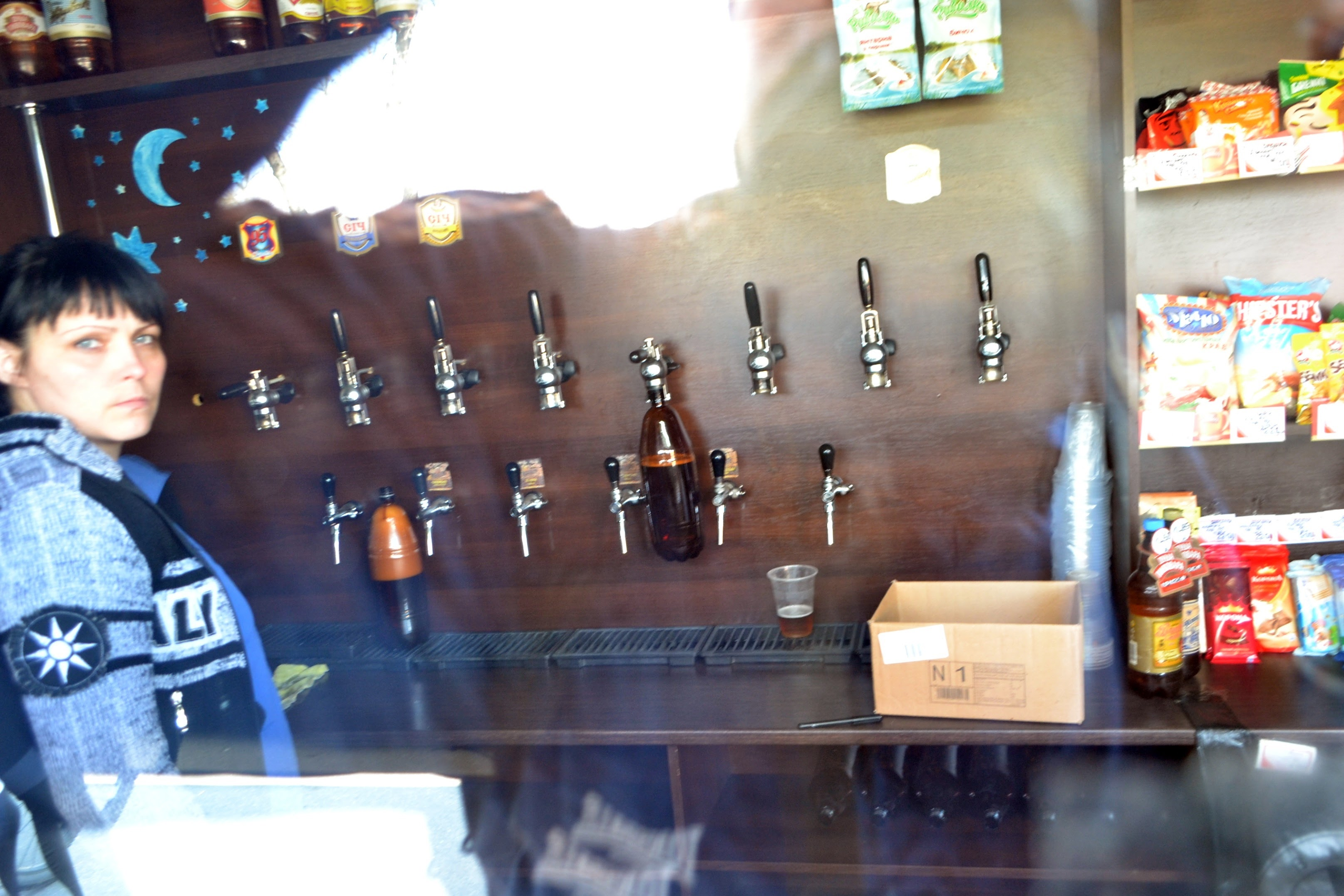

## Асортимент продукції
Пиво під власною торговельною маркою «Душа пивовара»:
- «Душа пивовара Світле» — світле пиво з густиною 11 % та вмістом алкоголю 3,7 %.
- «Душа пивовара Преміум» — світле пиво з густиною 13 % та вмістом алкоголю 4,7 %.
- «Душа пивовара Міцне» — світле пиво з густиною 16 % та вмістом алкоголю 5,6 %.

Пиво торговельної марки «Січ», що належить Запорізькому пивзаводу №1:
- «Запорізька Січ» — світле пиво з густиною 11 % та вмістом алкоголю 3,7 %.
- «Січ Жигулівське» — світле пиво з густиною 11 % та вмістом алкоголю 3,7 %.
- «Січ Московське» — світле пиво з густиною 13 % та вмістом алкоголю 4,7 %.
- «Січ Чумацьке» — напівтемне пиво з густиною 13 % та вмістом алкоголю 4,3 %.
- «Січ Медове» — світле пиво з густиною 13 % та вмістом алкоголю 4,3 %.
- «Січ Лагер» — світле пиво з густиною 13 % та вмістом алкоголю 4,7 %.
- «95» — світле пиво з густиною 12 % та вмістом алкоголю 5,0 %.

Пиво торговельної марки «Діміорс», що належить Мелітопольському пивзаводу:
- «Віденське» — світле пиво з густиною 11 % та вмістом алкоголю 3,7 %.
- «Мюнхенське» — світле пиво з густиною 12 % та вмістом алкоголю 5,0 %.
- «Південна Баварія» — світле пиво з густиною 13 % та вмістом алкоголю 4,6 %.

Пиво торговельної марки «ДойчХоф» (DeutschHof) на замовлення ТОВ "ДОЙЧХОФ":
- «Жигулі» — світле пиво з густиною 11 % та вмістом алкоголю 4,4 %.
- «Саксонське» — світле пиво з густиною 12 % та вмістом алкоголю 5,0 %.
- «Кельтське» — світле пиво з густиною 13 % та вмістом алкоголю 4,7 %.
- «Фестерське» — світле пиво з густиною 13 % та вмістом алкоголю 4,7 %.
- «Бюргерське» — напівтемне пиво з густиною 13 % та вмістом алкоголю 4,3 %.
- «КЕГ Золотий» — світле пиво з густиною 13 % та вмістом алкоголю 4,7 %.
- «КЕГ Срібний» — світле пиво з густиною 11 % та вмістом алкоголю 3,7 %.
- «КЕГ Бронзовий» — світле пиво з густиною 12 % та вмістом алкоголю 5,0 %.
- «БІРФАС 11%» — світле пиво з густиною 11 % та вмістом алкоголю 3,5 %.
- «БІРФАС 12%» — світле пиво з густиною 12 % та вмістом алкоголю 4,3 %.
- «БІРФАС 14%» — світле пиво з густиною 14 % та вмістом алкоголю 4,5 %.

Також підприємство виробляє мінеральні води та безалкогольні напої на основі мінеральної води під торговельною маркою «Мирненська».